# Sinners and Saints
Sinners and Saints é um filme estadunidense lançado em 2010.